# František Fajtl
Generálporučík František Fajtl (20. srpna 1912 Donín – 4. října 2006 Praha) byl československý stíhací pilot bojující za druhé světové války v řadách Royal Air Force od roku 1940 a od roku 1944 v československých leteckých jednotkách nasazených proti nacistickému Německu v Slovenském národním povstání a Bitvě o Ostravu.
František Fajtl je nositelem nejvyššího státního vyznamenání České republiky, Řádu Bílého lva, Řádu Milana Rastislava Štefánika a britského Distinguished Flying Cross. V anketě Největší Čech, kterou Česká televize uspořádala v roce 2005, se umístil na 91. místě. V květnu 2008 mu byla na rodném domě odhalena pamětní deska. Po Fajtlovi je pojmenováno letiště ve Slaném, obchodní akademie v Lounech a Základní a Mateřská škola v Praze 9 Letňanech a ulice v obci Peruc.

## Život
František Fajtl se narodil 20. srpna 1912 v Doníně na Lounsku v domě čp. 70. Jeho otcem byl zedník František Fajtl, matkou Marie Fajtlová, roz. Prošková, spolu měli ještě dvě dcery Antonii (nar. 1908) a Annu (nar. 1910). Obecnou školu navštěvoval František ve Vrbně nad Lesy, měšťanskou školu pak navštěvoval v Peruci a poslední rok v Lounech. Po dokončení základního vzdělání nastoupil v září 1928 na studia na Českou obchodní akademii v Teplicích, kde ho vyučoval mj. i Volfgang Jankovec, jenž za okupace působil v českém domácím odboji. Ve stejném ročníku teplické akademie jako Fajtl studovali i další dva pozdější váleční letci – Antonín Zimmer a Pavel Kohn. Spolu s nimi Fajtl 24. června 1932 úspěšně složil maturitní zkoušku. Následoval povinný odvod k výkonu základní vojenské služby.
Základní vojenskou službu vykonal František Fajtl u pěchotních vojsk. 1. října 1932 narukoval k mosteckému 9. pěšímu pluku Karla Havlíčka Borovského, odkud byl poslán do Školy na důstojníky pěšího vojska v záloze u vršovické 1. divize. Shodou okolností tam vojínu-frekventantovi Fajtlovi dělal velitele světnice četař-aspirant Alois Kříž, jenž později, za dob okupace, kolaboroval s nacistickým režimem, za což byl po válce popraven. Důstojnickou školu dokončil František Fajtl s prospěchem „velmi dobrý“ jako 38. nejlepší z 192 frekventantů. Pak působil nejprve u východoslovenského 11. horského praporu v Bardejově, poté u 4. horského pěšího pluku v Sabinově. Přišla i první povýšení, základní vojenskou službu 16. září 1933 končil již v hodnosti četaře-aspiranta.
Ke konci základní vojenské služby se rozhodl pro kariéru vojáka z povolání. Dne 1. září 1933 byl přijat na Vojenskou akademii, první rok absolvoval v Hranicích, druhý rok na leteckém učilišti v Prostějově. Maďarský jazyk Františka Fajtla v hranické akademii učil major Ludvík Svoboda, Fajtlovým učitelem letecké navigace v Prostějově byl štábní kapitán letectva Jan Pernikář, později také působící v RAF. V Prostějově Fajtl také poprvé vzlétl, bylo to 29. srpna 1934 na dvouplošníku Letov Š-218.31 s rotmistrem Antonínem Hamplem.
V létě 1939 odešel do Polska, bojoval ve Francii a od roku 1940 ve Velké Británii. Je jedním z několika desítek Čechoslováků, kteří aktivně bojovali v bitvě o Británii. Působil jako stíhací pilot bojující za druhé světové války v řadách Royal Air Force. V květnu 1942 byl sestřelen nad severní Francií, poblíž městečka Hardifort u Saint-Omer. Přes Vichistickou Francii a Španělsko se vrátil zpět na Britské ostrovy. Po návratu působil na britské letecké základně na Orknejích. Od podzimu 1943 byl velitelem československé 313. stíhací perutě RAF. Od roku 1944 působil v leteckých jednotkách v SSSR na východní frontě. Byl velitelem Prvního československého samostatného stíhacího leteckého pluku. V roce 1944 se účastnil Slovenského národního povstání. V roce 1945 přistál na letišti Kbely. Po komunistickém převratu byl propuštěn z armády, zatčen a bez soudu 1,5 roku vězněn v táboře nucené práce na Mírově společně s dalšími piloty Františkem Weberem nebo Ottou Hrubým. Po propuštění pracoval jako účetní stavebního podniku v Lounech. V roce 1964 byl částečně rehabilitován, plné rehabilitace se dočkal až po pádu komunismu, kdy byl povýšen na generála. Byl účastníkem mnoha besed pro veřejnost, žáky i studenty a také pravidelným přednášejícím na každoročních setkáních studentů a pracovníků ČVUT s letci RAF organizovaných po listopadu 1989 Masarykovou akademií práce, strojní společností na ČVUT v Praze a Evropským hnutím v ČR ve velké posluchárně 256 v Dejvicích. Zemřel v Praze 4. října 2006.
František Fajtl je autorem několika autobiografických knih, některé motivy těchto literárních vzpomínek byly využity ve filmu Tmavomodrý svět.

## Povýšení
- 1. ledna 1933 – svobodník
- 1. května 1933 – desátník
- 16. září 1933 – četař-aspirant
- 1. července 1935 – poručík
- 1. května 1940 – nadporučík
- 28. října 1941 – kapitán
- 1. května 1943 štábní kapitán
- 7. března 1945 – major
- 7. května 1946 – podplukovník
- 1. července 1964 – plukovník
- 1. května 1990 generálmajor v. v.
- 8. května 2002 – generálporučík v. v.[8][9]

## Jednotky

### Československé letectvo
- 5. pozorovací letka leteckého pluku 2
- 63. zvědná letka

### Armée de l’Air
- CIC Avord
- CIC No. 6 Chartres
- ELD Chartres (18. května 1940 – 27. května 1940)
- Groupe de Chasse III./9 (27. května 1940 – 6. června 1940)
- Groupe de Chasse III./7 (6. června 1940 – 17. června 1940)
- Groupe de Chasse I./6 (17. června 1940 – 20. června 1940)

### Royal Air Force
- 310. československá stíhací peruť (6. srpna 1940 – 17. srpna 1940)
- No. 6 O.T.U. (17. srpna 1940 – 10. září 1940)
- 1. stíhací peruť (10. září 1940 – 25. září 1940)
- 17. stíhací peruť (25. září 1940 – 24. ledna 1941)
- 17. stíhací peruť (1. dubna 1941 – 27. května 1941)
- 313. československá stíhací peruť (27. května 1941 – 27. dubna 1942), (velitel A letky: 15. prosince 1941 – 27. dubna 1942)
- 122. stíhací peruť „Bombay“ (velitel perutě, 27. dubna 1942 – 5. května 1942)
- československý styčný důstojník u 11. skupiny stíhacího letectva (září 1942)
- československý styčný důstojník u 10. skupiny stíhacího letectva (2. října 1942 – 15. května 1943)
- velitel základny v Church Stanton (do 28. června 1943)
- velitel základny v Skeabre (28. června 1943 – 22. září 1943)
- velitel základny v Ibsley (22. září 1943 – 24. září 1943)
- 313. československá stíhací peruť (velitel perutě, 24. září 1943 – 31. ledna 1944)

### Vojenské letectvo Rudé armády
- První samostatná stíhací peruť (1. února 1944 – 22. května 1944), (velitel perutě: 1. února 1944 – 22. května 1944)
- 128. československá samostatná stíhací letecká peruť (22. května 1944 – 15. června 1944), (velitel perutě : 22. května 1944 – 15. června 1944)
- 1. československý samostatný stíhací pluk „Zvolenský“ (15. června 1944 – 14. května 1945), (velitel pluku: 15. června 1944 – 14. května 1945)

## Typy letadel
- Letov Š-328
- Aero A-100
- B-71
- Avia B-534
- Morane Saulnier M.S.406C.1
- Marcel Bloch M.B.151C.1
- Hawker Hurricane Mk.I (P3788, YB-X; V6553, YB-J; P3894, YB-V)
- Hawker Hurricane Mk.IIA
- Supermarine Spitfire Mk.VB (BM210, MT-F; MB117, RY-A; MB127, RY-F)
- Lavočkin La-5FN-UTI
- Lavočkin La-5FN
- Lavočkin La-7

## Celkový počet vzdušných vítězství
- 1+3 jistě
- 1+1 poškozeno

## Nejvýznamnější vyznamenání
- 1941–1943 – 2×  Československá medaile Za chrabrost před nepřítelem
- Řád Bílého lva za vítězství
- 1942–1945 – 4×  Československý válečný kříž
- 1942 –  Záslužný letecký kříž (DFC – Distinguished Flying Cross)
- 1945 –  Řád Slovenského národního povstání 1. třídy
- 1947 –  Řád rumunské koruny 4. třídy
- 1994 –  Řád čestné legie 5. třídy
- 1991 –  Řád Milana Rastislava Štefánika 3. třídy
- 2004 –  Řád Bílého lva 3. třídy
- 2008 –  Kříž obrany státu ministra obrany České republiky
- Československá medaile za zásluhy I. stupeň
- Hvězda 1939–1945
- Evropská hvězda leteckých osádek
- Řád partyzánské hvězdy 1. třídy
- Medaile za vítězství nad Německem ve Velké vlastenecké válce 1941–1945
- Řád rudé hvězdy (ČSSR)
- Řád rudé zástavy (ČSSR)
- Pamětní medaile československé armády v zahraničí[10][9]

## Dílo
Autobiografie
- 1944 Letecké povídky, Londýn
- 1947 Přítel mraků: Českoslovenští stíhači v Británii, Praha, Toužimský a Moravec (2. vydání, 1991, Praha, Toužimský a Moravec, ISBN 80-900137-1-6)
- 1947 Sestřelen: Z deníku stíhacího letce, Praha, Naše vojsko (10. upravené vydání, 2002, Praha, Ostrov, pod názvem: Sestřelen: drama československého válečného stíhače, který se nevzdal, ISBN 80-86289-24-9)
- 1974 První doma, Praha, Naše vojsko (2. vydání, 1980, Praha, Naše vojsko)
- 1980 Vzpomínky na padlé kamarády, Praha, Mladá fronta (2. upravené vydání, 1991, Praha, Horizont, ISBN 80-7012-052-5)
- 1984 Podruhé doma, Praha, Naše vojsko
- 1987 Boje a návraty, Praha, Naše vojsko (2. upravené a přepracované vydání, 2000, Praha, Ostrov, pod názvem: Pouta nebes : (Boje a návraty), ISBN 80-86289-05-2)
- 1991 Létal jsem s třistatřináctkou, Praha, Naše vojsko
- 1993 Dva údery pod pás, Praha, Dita (ISBN 80-901214-4-6)
- 1994 Hrdina století: Příběh beznohého válečného stíhače RAF Douglase Badera, Praha, Naše vojsko (1. vydání, 1994, Praha, Naše vojsko, ISBN 80-206-0418-9)
- 2000 Z Donína do oblak: vzpomínky válečného letce na dětství a mládí, Louny, Městská knihovna Louny (2. vydání, 2008, Praha, Ostrov, ISBN 978-80-86289-60-1)

Autobiografie (audioknihy):
- 1987 Boje a návraty, Praha, Knihovna a tiskárna pro nevidomé K. E. Macana, čte Jiří Kadlec (2 zvukové desky /16:39:13/ digital, MP3)
- 1995 První doma, Praha, Knihovna a tiskárna pro nevidomé K. E. Macana, čte Richard Honzovič (1 zvuková deska /12:50:36/ digital)
- 2013 Sestřelen, Praha, Radioservis, čte Jiří Ornest (1 zvuková deska /3 hod., 55 min./ digital, MP3)

Další dílo (edice):
- 1985 Vild, Miroslav: Osud byl mým přítelem – zpracováno F. Fajtlem podle rukopisné pozůstalosti, Praha, Naše vojsko (2. vydání, 1988, Praha, Naše vojsko)
- 1990 Zdráhala, Richard: Válčil jsem v poušti – zpracováno F. Fajtlem podle rukopisné pozůstalosti, Praha, Naše vojsko (ISBN 80-206-0048-5)
- 1992 Fajtl, František: 50 let od tragické smrti generálmajora in memoriam Aloise Vašátka a českoslovenští letci na západní frontě, Katalog výstavy, Čelákovice 20. června – 6. září 1992, Čelákovice, Městské muzeum
- 1992 Fajtl, František: Generál nebe – podle vyprávění čs. válečného stíhače Františka Peřiny a jeho manželky Anny, Praha, Naše vojsko (2. upravené vydání – dotisk, 2010, Praha, Ostrov, ISBN 80-86289-22-2)
- 1997 Fajtl, František: Velel jsem stíhačům – podle pamětí generála Karla Mrázka, Cheb, svět křídel (ISBN 80-85280-47-7)

Překlad:
- 1993 Van Eyck, Manuel F.: Zemřeli jsme pro Anglii: piloti 310., 312. a 313. československé perutě, kteří bojovali a zemřeli pro Anglii, Praha, Naše vojsko (ISBN 80-206-0321-2)

## Účast na veteránských akcích

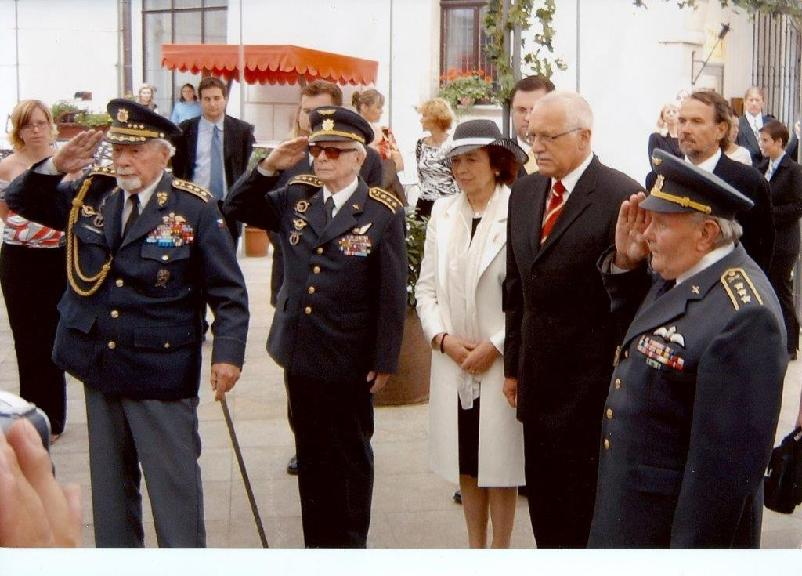
František Fajtl (první zleva)

### Slavnostní odhalení busty prezidenta Dr. E. Beneše v Českém Krumlově
28. května 2004 v 11:00 hod. odhalil bustu Edvarda Beneše při příležitosti 120. výročí narození prezidenta Dr. Edvarda Beneše. Slavnostní akt proběhl na nádvoří Hotelu Růže v Českém Krumlově za účasti dalších veteránů 2. světové války (např. gen. František Peřina, plk. JUDr. Lubomír Úlehla, plk. Milan Malý, plk. Ing. Jan Horal, MBE, genmjr. Jiří Hartman, DFC).

### Návštěva prezidenta Václava Klause vČeském Krumlově a akt položení květin k bustě Dr.E.Beneše
V polovině července roku 2004 navštívil Český Krumlov prezident Václav Klaus při příležitosti jím zaštítěného Mezinárodního hudebního festivalu. Ubytoval se v Hotelu Růže, kde položil k bustě (za přítomnosti F. Fajtla a dalších válečných veteránů) květiny.